# Kowalewo Pomorskie
Kowalewo Pomorskie est une ville de Pologne, située dans la voïvodie de Couïavie-Poméranie. Elle est le chef-lieu de la gmina de Kowalewo Pomorskie, dans le powiat de Golub-Dobrzyń.